# Правовая информатика
Правова́я информа́тика — область в рамках информационной науки. Эрделез и О’Хара (1997) определяют правовую информатику следующим образом:
Американская библиотечная Ассоциация определяет информатику как «исследование структуры и свойств информации, а также использование технологий для организации, хранения, поиска и распространения информации». Правовая информатика, следовательно, рассматривает приложение информатики в контексте правовой среды, включая связанные с правом организации (например, адвокатские конторы, суды и юридические школы), а также пользователей информации и информационных технологий в рамках этих организаций.

## Оказание юридических услуг
Достижения в области технологий и правовой информатики привели к созданию новых моделей оказания юридических услуг. Традиционно юридические услуги являются продуктом «под заказ», создаваемым профессиональным юристом в индивидуальном порядке для каждого клиента. Однако для более эффективной работы часть этих услуг будет перемещаться последовательно от (1) предоставляемых «под заказ» к (2) стандартизованным, (3) систематизированным, до (4) товара, реализуемого «пакетами», и, наконец, (5) обычного товара на рынке. Переход от одного этапа к другому требует освоения различных технологий и систем знаний.

### Облачные вычисления и юридические услуги
Широкое внедрение облачных вычислений предоставляет ряд преимуществ в оказании юридических услуг. Поставщики юридических услуг могут использовать модель «программное обеспечение как услуга», позволяющую получать прибыль, взимая с клиентов абонентскую плату или плату за каждое использование программного обеспечение. Эта модель имеет несколько преимуществ по сравнению с традиционными юридическими услугами «под заказ».
- Модель «программное обеспечение как услуга» гораздо более масштабируема. Традиционные модели «под заказ» требуют, чтобы адвокат тратил на каждого дополнительного клиента больше ограниченного ресурса (своего времени). Используя «программное обеспечение как услугу», поставщик юридических услуг может приложить усилия для разработки продукта, а затем использовать гораздо менее ограниченный ресурс (мощность облачных вычислений) для предоставления услуг каждому дополнительному клиенту.
- «Программное обеспечение как услуга» может использоваться в дополнение к традиционным услугам «под заказ» путём обработки рутинных задач, предоставляя адвокату возможность сосредоточиться на индивидуальной работе.
- «Программное обеспечение как услуга» удобнее в доставке и предоставлении, поскольку не требует, чтобы клиент и поставщик юридических услуг были доступны одновременно.

С другой стороны «программное обеспечение как услуга» усложняет отношения между адвокатом и клиентом, в частности, размывая понятие адвокатской тайны и в той или иной степени вводя неопределённость гарантии её сохранения. Традиционная модель предоставления адвокатских услуг обеспечивает чёткие границы, когда адвокатская тайна соблюдена поставщиком юридических услуг, а когда нет. Но в более сложных моделях предоставления юридических услуг к процессу привлекаются автоматизированные процессы, за которыми стоят третьи лица, что может снизить прозрачность отношений и поставить вопрос о соблюдения приватности коммуникаций между клиентом и адвокатом.

### Скрытые рынки
Поскольку традиционная модель служб доставки требовала чтобы вся юридическая работа выполнялась на заказ, предоставление юридических услуг в целом неэластично. Традиционная модель не охватывает домохозяйства, которые не имеют права на юридическую помощь и, в то же время, не могут легко воспользоваться индивидуальными правовыми услугами. Так, в докладе постоянного комитета по оказанию юридических услуг Американской ассоциации юристов утверждается, что «среди домохозяйств со средним уровнем дохода, 39 % используют правовую систему для попыток решения своих юридических проблем, 23 % пытаются их урегулировать не прибегая к юридической помощи, а 26 % бездействуют». Новые поставщики юридических услуг стремятся получить доступ к этому ограниченному скрытому рынку, используя технологии для снижения цен на свои услуги и повышения их доступности.

### Юридические услуги онлайн
Распространение Интернета и развитие правовых технологий и информатики расширяют спектр юридических услуг для физических лиц, а также малого и среднего бизнеса.

#### США
В 1995 году бизнес-проект FindLaw открыл онлайн-службу юридической информации, где пользователи могут искать юристов, обсуждать юридические темы на открытом форуме и заказывать юридические формы.
В 1999 году частная корпорация LegalMatch запустила юридическую онлайн-службу: пользователь отвечает на вопросы, LegalMatch идентифицирует требуемую услугу и уведомляет юристов нужного профиля, пользователь получает ответы от юристов и принимает решение, кого из них нанять.
В 2001 году начал работу онлайн-сервис правовой документации LegalZoom. Пользователи могут создавать юридические документы для личного и делового использования, отвечая на вопросник онлайн и приобретая завершённый документ.
В 2008 году онлайн-сервис Rocket Lawyer начал предоставлять юридические, пользователи воспользоваться сервисом правовой документации или услугой «обратный звонок» по телефону, чтобы проконсультироваться с юристами по личным и деловым надобностям, на условии ежемесячной или ежегодной абонентской платой.
В 2012 году проект Shake открыл службу мобильной юридической документации, с помощью которой пользователи могут создавать простые юридические соглашения через мобильное приложение.

#### Япония
В 2005 году японский адвокат Тайчиро Мото основал Authense Group, Inc. и запустил онлайн-сервис юридического обслуживания Bengoshi.com. Пользователи сервиса могут искать юристов, задавать юридические вопросы и получать ответы от специалистов на открытом форуме, запрашивать оценку юридических услуг, консультироваться с юристами по личным и деловым вопросам.

### Препятствия для оказания правовых интернет-услуг
Использование доступных к настоящему времени юридических технологий и процессов затрудняют законодательные барьеры в разных странах. Например, в разных штатах США действуют различные правовые нормы, что затрудняет ведение подобного бизнеса одновременно в нескольких юрисдикциях. Также в ряде законодательств существует понятие «несанкционированного оказания юридических услуг», и вести адвокатскую практику могут только сертифицированные специалисты, прикреплённые к определённым территориям. Таким образом, предприниматели, развивающие сервисы правовых услуг сами могут оказаться вне правового поля, а понятие «юридическая практика» применительно к таким сервисам становится расплывчатым.

## Использование технологий для доступа к правовой информации

### Доступ к правовой информации
С середины 1990-х годов юристы, разработчики и издатели стали распространять правовую информацию через всемирную паутину. Особенно влиятельным было движение Free Access to Law Movement (FALM), включавшее к 2014 году 54 национальные и региональные организации. В 2002 году FALM приняла «Декларацию о свободном доступе к закону». Цель этого движения заключалась в обеспечении свободного и равного доступа к правовой информации для всех. Декларация объявила публичную правовую информацию всеобщим наследием человечества.
Организации-члены FALM, прежде всего через Интернет, занимаются широким распространением первичной и вторичной правовой информации. Ранние примеры включают Институт правовой информации при юридическом факультете Корнельского университета и Австралийский институт правовой информации, основанный на базе Технологического университета и Университета Нового Южного Уэльса, который на заре Интернета занимался внедрением гипертекстовой технологии для представления законов как сети узлов, каждый из которых представляет собой тот или иной раздел.
Работы по открытому доступу к правовому движению теперь публикуется в Journal of Open Access to Law, этот журнал был основан в 2013 году.
Движение FALM послужило катализатором для расширения практики официального открытого доступа к правовой информации в Интернете со стороны самих государственных органов.

### Доступ к правосудию
Юристы, дизайнеры и специалисты по компьютерным наукам рассмотрели способы использования технологий для улучшения доступа неюристов к правосудию.
Институт дизайна и Чигаго-Кентский юридический колледж (оба при Иллинойсском технологическом институте) в течение многих лет изучали опыт истцов, самостоятельно представлявших себя в суде. Итогом этой работы стал доклад, подготовленный к 2002 году, в котором были зафиксированы результаты их исследований существовавших на тот момент систем юридической помощи, а также предложено создание нового протокола разработки и план разработки новой системы. В докладе также излагается ряд концептуальных нововведений, переосмысление того, как судебная система может работать, и пользователи могут получать к ней доступ. Некоторые из их предложений включают:
- «CourtNet», сети внутри здания суда, чтобы связать воедино сотрудников судебных органов и общественность;
- «Интерактивный переводчик», программный инструмент, который может быть использован при интервьюировании и обмене информацией между судами, может переводить устные и текстовые сообщения на различные языки;
- «Архетипы», диагностическая платформа, которая моделирует правовые проблемы пользователей, классифицирует их и предлагает реферальные услуги;
- «Оценщик преследования», онлайн-инструмент, позволяющий потенциальным сторонам оценить, будет ли преследование по делу стоить их времени, денег и усилий.
- «Составитель жалоб», электронный интерфейс, позволяющий сторонам извлекать данные из их проблемной ситуации и собирать их в различные юридические документы;
- «Информер», программное обеспечение, которое использует примеры случаев, чтобы помочь сторонам смоделировать свои собственные формы и учит их правильно писать; и
- «Case Tracker», интерактивный архив с возможностью поиска по истории судебного разбирательства с чёткой временной шкалой и ссылками на предыдущие действия.

Центр Беркмана при юридической школе Гарварда работает с судьей из штата Массачусетс Диной Фейн, чтобы создать доступ к гражданскому правосудию в штате для лиц, самостоятельно представляющих свои интересы в суде, людей с низкими доходами, для не владеющих английским языком, а также для людей с ограниченными возможностями.
CodeX, Стэнфордский центр правовой информатики, поддерживает такие проекты, как Legal.io и Ravel Law, направленные на применение правовой информатики для доступа к правосудию, и формирует сообщество, объединяющее исследователей, юристов, предпринимателей и технологов, раздвигающих границы правовых технологий.

## Законодательство и политика
Вопросы права и политики в правовой информатике связаны с использованием информационных технологий при исполнении закона, например использование уведомлений в отношении информации, найденной в электронной почте, поисковых запросах и социальных сетях. Стратегические подходы к проблематике правовой информатики различаются в разных странах, например, в европейских странах, как правило, требуют уничтожения или анонимизации данных, чтобы они не могли быть использованы для идентификации.

### Управление цифровыми правами и авторское право
Правообладатели используют технологию управления цифровыми правами (DRM) для ограничения использования и распространения цифрового контента. В Соединённых Штатах, анти-обходное положение Закона об авторском праве в цифровую эпоху (DMCA) предусматривает уголовную ответственность за попытки обхода защиты DRM, даже в тех случаях, когда обход произведён лишь для того, чтобы облегчить добросовестное использование контента. Наряду с анти-обходным положением, DRM может отвергать другие права, такие как право на добросовестное использование.

### Правовая информатика в юридической практике
В рамках концептуальной области вопросов практики продолжается прогресс, как в судебных процессах, так и в технологиях, фокусирующихся на транзакциях. В частности, технология, включающая предсказательное кодирование, может обеспечить существенное повышение эффективности в юридической практике. Хотя предсказательное кодирование в значительной степени применяется в судебных разбирательствах, эта технология начинает проникать и в практику транзакций, где используется для улучшения обзора документов при слияниях и поглощениях. Другие разработки, включая XML- кодирование в транзакционных контрактах, и всё более совершенные системы подготовки документов, демонстрируют важность правовой информатики в области транзакционного права.

## Искусственный интеллект
Искусственный интеллект уже используется в платформах онлайн-урегулирования споров, где применяются алгоритмы оптимизации и слепых ставок, и в будущем может быть использован гораздо шире. Искусственный интеллект также часто используется при моделировании правовой онтологии, «явной, формальной и общей спецификации концептуализации свойств и отношений между объектами в данной области».

## Количественное юридическое прогнозирование
Существуют как академические, так и патентованные количественные модели юридического прогнозирования. Один из самых ранних примеров рабочей количественной модели правового прогнозирования произошёл состоялся в виде проекта прогнозирования Верховного Суда США. Предсказание модели исходов всех дел в Верховном суде в 2002 году оказались верны в 75 % случаев, в отличие от экспертов, которые верно спрогнозировали исход только 59,1 % дел. Другой пример академической модели количественного правового прогнозирования — модель 2012 года, которая предсказывала результаты судебных процессов, связанных с нарушениями в ходе операций с ценными бумагами. Также существуют технологические стартапы, авторы которых предпринимают попытки создания собственных моделей прогнозирования, один из примеров — Lex Machina — компания, предоставляющая данные и аналитику по интеллектуальной собственности.

## Уголовное право
В 1995 году вышла публикация Питера У. Мартина в рамках программы «Будущее правовых информационных технологий», спонсируемой NCAIR. Статья была озаглавлена «Цифровые права: некоторые предположения о будущем правовых информационные технологии», и Мартин в ней задался вопросом, как технологические инновации формируют — и будут формировать в дальнейшем — поток юридической информации, её хранение и организацию. Другими словами, Мартин задавался вопросом, как технология изменит фундаментальный характер и практику правового поля в Соединённых Штатах. Мартин писал, что «существует мощная (но нечасто замечаемая) связь между подходами общества к законодательству и технологиями, использующимися при оперировании и распространении закона».
Мартин писал свою статью вскоре после запуска Института правовой информации в Корнелле, первого юридического сервере в Интернете. LEXIS впервые разместила цифровой юридический контент на компьютерах, и затем цифровой контент занял более 50 % рынка юридической информации. Мартин попросил читателей отринуть недоверие, допустив относительно быстрые сдвиги в соотношении юридической информации на бумаге с цифровой юридической информацией. Инициатива будет переходить от дорогостоящих «привратников» из частного сектора, владеющих юридической информацией, к жаждущей базовых знаний общественности, повышающей свои навыки, информированность и квалификацию в юридических вопросах.
Мартин предложил «более полные» сведения, указывая на случай, когда суд подробно обсуждал декор торговой марки ресторана, так и не продемонстрировав при этом фотографии декора. Мартин также обращает внимание на базу данных статистики наказаний, используемую при вынесении приговоров в Новом Южном Уэльсе, и сравнивает её с Федеральными руководящими принципами вынесения приговоров в Соединённых Штатах. Модель Южного Уэльса, стартовавшая в 1990 году, позволяет судьям получать доступ не только к более традиционным юридическим данным, включая нормативные положения и апелляционные решения, но также к наличию альтернативных возможностей (таких как программы реабилитации наркоманов). Кроме того, «Статистическая база данных о наказаниях» предоставляет судьям доступ к предварительно проанализированному пулу решений и приговоров, вынесенных другими должностными лицами в Новом Южном Уэльсе, а также к полной информации о преступлениях и преступниках. Далее Мартин отмечает использование графического дисплея, чтобы сделать информацию, содержащуюся в базе данных, более наглядной и удобной для использования судьями.
Рассмотрение правовой информатики как области знаний и серьёзного инструмента для изменения способа взаимодействия людей с законом может проложить путь для радикальных инноваций в областях права, по своей сути традиционно воспринимаемых как статичные, иерархизированные и забюрокраченные.

## В корпоративных юридических отделах
Сегодняшние корпоративные юридические отделы — это организации, которые могут не уступать по размерам крупнейшим юридическим фирмам. Таким образом, использование различных технологий правовой информатики важно для их успеха. Юридические отделы используют, среди прочего, различные технологии, помогающие в управлении своими базами данных документов и более продвинутыми активами, такими как патентные портфели. Некоторые юридические отделы также экспериментируют с автоматизацией решения определённых видов задач, выполняемых адвокатами компании в их повседневной практике. Эти задачи включают в себя: подготовку документов, их редактирование и кастомизацию, управление подписями.

## Корпоративное управление
Существующая парадигма корпоративного управления, особенно когда речь идет о публичных компаниях, во многом основана на представлении об относительной эффективности разделения собственности и контроля в управлении бизнес-корпорациями. Однако технологические изменения могут повлиять на равновесие оптимальной структуры управления для отдельных фирм. Например, за счёт снижения стоимости распространения информации среди акционеров и сбора данных об их предпочтениях, развитие коммуникационных технологий может потенциально сделать предпочтительным для некоторых фирм организовать управление фирмой таким образом, который более сходен, например, с прямой демократией, с такими функциями, как двусторонняя связь между топ-менеджментом компании и её инвесторами.. Таким образом, изучение подобных вопросов выведет правовую информатику к анализу взаимосвязи между технологиями и структурами корпоративного управления.